# Élections sénatoriales de 2004 en Haute-Savoie
Les élections sénatoriales en Haute-Savoie ont eu lieu le dimanche 26 septembre 2004. Elles ont eu pour but d'élire les sénateurs représentant le département au Sénat pour un mandat de dix années.

## Contexte départemental
Lors des élections sénatoriales du 24 septembre 1995 en Haute-Savoie, trois sénateurs ont été élus, un UDF et deux RPR.
Depuis, tous les effectifs du collège électoral des grands électeurs ont été renouvelés, avec les élections législatives françaises de 2002, les élections régionales françaises de 2004, les élections cantonales de 2001 et 2004 et les élections municipales françaises de 2001.

## Sénateurs sortants
| Sénateur | Sénateur          | Parti | Fonctions lors de l'élection en 1995                                    |
| -------- | ----------------- | ----- | ----------------------------------------------------------------------- |
|          | Jean-Paul Amoudry | UDF   | Conseiller général, maire de Serraval                                   |
|          | Jean-Claude Carle | UMP   | Conseiller régional, conseiller général, conseiller municipal de Groisy |
|          | Pierre Hérisson   | UMP   | Député, maire de Sévrier                                                |

## Présentation des candidats et des suppléants
Les nouveaux représentants sont élus pour une législature de 10 ans au suffrage universel indirect par les 1686 grands électeurs du département. En Haute-Savoie, les sénateurs sont élus au scrutin majoritaire à deux tours. Leur nombre reste inchangé, 3 sénateurs sont à élire. Ils sont 17 candidats dans le département, chacun avec un suppléant.
| T/S | Candidats | Candidats                  | Parti | Principale fonction                              |
| --- | --------- | -------------------------- | ----- | ------------------------------------------------ |
| T   |           | Francine Sanchez           | PCF   |                                                  |
| S   |           |                            | PCF   |                                                  |
| T   |           | Catherine Chotin           | Verts |                                                  |
| S   |           |                            | Verts |                                                  |
| T   |           | Anne Huguet                | Verts |                                                  |
| S   |           |                            | Verts |                                                  |
| T   |           | Marie-Cécile Roth          | Verts |                                                  |
| S   |           |                            | Verts |                                                  |
| T   |           | Ali Harabi                 | PS    |                                                  |
| S   |           |                            | PS    |                                                  |
| T   |           | Annie Laffin               | PS    |                                                  |
| S   |           |                            | PS    |                                                  |
| T   |           | Robert Borrel              | DVG   | Maire d'Annemasse                                |
| S   |           |                            | DVG   |                                                  |
| T   |           | Gilles Ambert              | PRG   |                                                  |
| S   |           |                            | PRG   |                                                  |
| T   |           | Jean-Pierre Rambicur       | LS    |                                                  |
| S   |           |                            | LS    |                                                  |
| T   |           | Jean-Louis Authosserre     | DIV   |                                                  |
| S   |           |                            | DIV   |                                                  |
| T   |           | Jean-Paul Amoudry          | UDF   | Sénateur sortant, conseiller général             |
| S   |           |                            | UDF   |                                                  |
| T   |           | Louis Duret                | DVD   |                                                  |
| S   |           |                            | DVD   |                                                  |
| T   |           | Jean-Claude Carle          | UMP   | Sénateur sortant, conseiller régional            |
| S   |           |                            | UMP   |                                                  |
| T   |           | Pierre Hérisson            | UMP   | Sénateur sortant                                 |
| S   |           |                            | UMP   |                                                  |
| T   |           | Ernest Nycollin            | UMP   | Président du conseil général, président de l'APS |
| S   |           |                            | UMP   |                                                  |
| T   |           | Dominique Martin           | FN    |                                                  |
| S   |           |                            | FN    |                                                  |
| T   |           | Marie-Christine Montastier | MNR   |                                                  |
| S   |           |                            | MNR   |                                                  |

## Résultats
|                | Jean-Paul Amoudry          | UDF            | 1 003 | 62,07  |  |  |
|                | Jean-Claude Carle          | UMP            | 825   | 51,05  |  |  |
|                | Pierre Hérisson            | UMP            | 823   | 50,93  |  |  |
|                | Robert Borrel              | DVG            | 467   | 28,90  |  |  |
|                | Ernest Nycollin            | UMP            | 307   | 19,00  |  |  |
|                | Annie Laffin               | PS             | 142   | 8,79   |  |  |
|                | Ali Harabi                 | PS             | 134   | 8,29   |  |  |
|                | Louis Duret                | DVD            | 114   | 7,05   |  |  |
|                | Francine Sanchez           | PCF            | 59    | 3,65   |  |  |
|                | Catherine Chotin           | Verts          | 53    | 3,28   |  |  |
|                | Dominique Martin           | FN             | 52    | 3,22   |  |  |
|                | Jean-Pierre Rambicur       | LS             | 42    | 2,60   |  |  |
|                | Anne Huguet                | Verts          | 39    | 2,41   |  |  |
|                | Marie-Cécile Roth          | Verts          | 34    | 2,10   |  |  |
|                | Gilles Ambert              | PRG            | 13    | 0,80   |  |  |
|                | Jean-Louis Authosserre     | DIV            | 5     | 0,31   |  |  |
|                | Marie-Christine Montastier | MNR            | 5     | 0,31   |  |  |
|                |                            |                |       |        |  |  |
| Inscrits       | Inscrits                   | Inscrits       | 1 686 | 100,00 |  |  |
| Abstentions    | Abstentions                | Abstentions    | 12    | 0,71   |  |  |
| Votants        | Votants                    | Votants        | 1 674 | 99,29  |  |  |
| Blancs et nuls | Blancs et nuls             | Blancs et nuls | 58    | 3,46   |  |  |
| Exprimés       | Exprimés                   | Exprimés       | 1 616 | 96,54  |  |  |